# Laatste Zeven Maanden van Anne Frank
Laatste Zeven Maanden van Anne Frank (Os sete últimos meses de Anne Frank, no Brasil) é documentário holandês de 1988 dirigido por Willy Lindwer. O filme ganhou o Prêmio Emmy Internacional, e tornou-se um filme clássico sobre o Holocausto em todo o mundo.